# Gmina Czerwin
Die Gmina Czerwin ist eine Landgemeinde im Powiat Ostrołęcki der Woiwodschaft Masowien, Polen. Ihr Sitz ist das gleichnamige Dorf.

## Gliederung
Zur Landgemeinde Czerwin gehören 44 Dörfer mit einem Schulzenamt:
Andrzejki-Tyszki
Bobin
Borek
Buczyn
Choromany-Witnice
Chruśnice
Czerwin
Damiany
Dąbek
Dobki Nowe-Wólka Czerwińska
Dobki Stare
Dzwonek
Filochy
Gocły
Grodzisk Duży
Grodzisk-Wieś
Gostery
Gumki
Janki Młode
Jarnuty
Księżopole
Łady-Mans
Laski Szlacheckie
Laski Włościańskie
Malinowo Nowe
Malinowo Stare
Piotrowo
Piski
Pomian
Seroczyn
Skarżyn
Sokołowo
Stylągi
Suchcice
Tomasze
Tyszki-Ciągaczki
Tyszki-Nadbory
Wiśniewo
Wiśniówek
Wojsze
Wólka Seroczyńska
Załuski
Zaorze
Żochy
Eine weitere Ortschaft der Gemeinde ist Gucin.